# Juan Antonio Morán
Juan Antonio Morán (Rosario, 1895-Buenos Aires, 11 o 12 de mayo de 1935) fue un anarquista expropiador.
Marinero timonel de profesión, llegó a ser dos veces secretario de la Federación Obrera Marítima, en su tiempo tal vez la organización obrera más poderosa y también dirigió huelgas portuarias que se caracterizaron por su singular violencia.
Fue asesinado en 1935.

## Conflicto de la Mihanovich
Juan Antonio Morán ―que integraba la Federación Obrera Marítima― se vio envuelto en la huelga contra la empresa naviera Mihanovich. La patronal reclutaba obreros rompehuelgas que eran protegidos por cuadrillas de la Liga Patriótica Argentina y otros grupos parapoliciales. Los incidentes portuarios se sucedían constantemente. El 12 de octubre de 1928 por la tarde, Juan Antonio Morán se enfrentó a tiros en un bar de la calle Pedro de Mendoza y Brandsen, en el barrio porteño de La Boca, con una treintena de hombres de la empresa Mihanovich dirigidos por los paraguayos Luciano Colman y Pablo Bogado, que terminaron muerto y herido grave, respectivamente.
Morán fue detenido, pero la justicia no encontró ningún testigo que lo acuse, saliendo libre meses después. Paralelamente a su actividad sindical, presidiendo asambleas, y discutiendo con los representantes patronales, Morán se había vinculado al grupo de anarquistas expropiadores y militantes de acción del anarquismo, entre ellos Severino Di Giovanni y Roscigna. Morán era reconocido por su audacia y decisión entre sus compañeros, participando en numerosos asaltos y atentados explosivos.

## Caso Rosasco
Durante la dictadura de José Félix Uriburu, fue designado el mayor José W. Rosasco como "Interventor Policial de Avellaneda", un título inventado para la situación represiva que se vivía entonces. Avellaneda, era la zona esencialmente industrial y obrera, donde los anarquistas tenían gran influencia. El presidente Uriburu le dio la orden a Rosasco de "limpiar Avellaneda." Rosasco realizó unas numerosas redadas, y ordenó fusilamientos sumarios, torturas a militantes, deportación de extranjeros y el envío de militantes anarquistas al penal de Ushuaia.
La mayoría de los anarquistas expropiadores habían sido neutralizados por el accionar represivo: Severino Di Giovanni, fusilado; Paulino Scarfó, fusilado; Miguel Arcángel Roscigna, preso; Andrés Vázquez Paredes, preso; Emilio Uriondo, preso; Umberto Lanciotti, preso; Fernando Malvicini, preso; el Capitán Paz, preso; Eliseo Rodríguez, preso; Silvio Astolfi, herido gravemente; Juan Márquez, muerto a tiros; Braulio Rojas, muerto a tiros, y otros más que habían quedado fuera de combate.
Morán y Gino Gatti se asociaron a otros anarquistas de acción como Julio Prina, el “Nene” Lacunza y el “Gallego” González. En la noche del 12 de junio de 1931, el mayor Rosasco -luego de detener en una redada a 44 anarquistas- estaba cenando en un restaurante acompañado de Eloy Prieto, secretario de la comuna de Avellaneda.

Cuando habían terminado el primer plato, paró un automóvil del que bajaron “cinco individuos correctamente vestidos”. Uno de ellos se sentó a una mesa cercana a la puerta y los otros cuatro siguieron al fondo, como para pasar al patio. En ese momento el mayor Rosasco reía a carcajadas por una broma, cuando de improvisto los cuatro individuos se pararon frente a la mesa. Uno de ellos se adelantó, tenía aspecto de criollo, era musculoso, un verdadero toro físicamente, y dirigiéndose a Rosasco le dijo: "Porquería".

Rosasco se fue poniendo de pie lentamente mientras sus ojos se salían de las órbitas. El desconocido -era Juan Antonio Morán- sacó, con la misma lentitud que el otro se iba parando, una pistola 45 y le disparó cinco certeros balazos, todos ellos mortales. De inmediato emprenden la fuga y, para cubrirla, Julio Prina reparte unos cuantos tiros que hieren levemente a un mozo y a Prieto.

Y aquí ocurre otro acto del drama. Al salir, uno de los anarquistas trastabilla y cae estrepitosamente rompiendo el vidrio de una de las vidrieras. Sus demás compañeros lo aguardan ya en el coche, creyendo que se trata de un accidente pequeño, pero no era así. El muchacho es Lacunza. No se levanta, está muerto. Los anarquistas vuelven apresuradamente y recogen el cadáver del compañero, metiéndolo como pueden en el auto. Y parten velozmente.
Osvaldo Bayer

El asesinato de Rosasco conmocionó al régimen dictatorial, que celebró las exequias y homenajes fúnebres como si se tratase de un primer mandatario, con desfiles militares y aéreos. Detuvieron a numerosos anarquistas, pero nunca encontraron pruebas que incriminasen a los verdaderos autores. No obstante, sospechaban de Juan Antonio Morán y su grupo. El 28 de junio de 1933 fue detenido por la policía mientras dormía en una casa de la avenida Mitre en Avellaneda. Morán fue alojado en la Cárcel de Caseros

En los primeros días de mayo de 1935 los jueces sobreseen por falta de pruebas en todos los casos a Juan Antonio Morán. Pero algo raro ocurre. A Morán lo han sacado varías veces de la celda y ante él pasan varios desconocidos que lo miran detenidamente. Son empleados de investigaciones que lo están semblanteando.

El 10 de mayo le comunican a Morán que en seguida va a recuperar su libertad. Sus compañeros anarquistas de la cárcel le aconsejan que no salga de la cárcel hasta avisar a un abogado. Pero eso sería demostrar miedo y Morán no lo tiene. Y firma su libertad, su sentencia de muerte. Las puertas de la prisión se abren, Morán respira hondo. Camina dos pasos y allí mismo es brutalmente tomado de la nuca, de los brazos y de las piernas, levantado en vilo y metido en un auto que parte a gran velocidad.

Dos días después, en un sendero de tierra de General Pacheco, un boyero encuentra el cadáver de un hombre. Tiene un solo balazo: en la nuca. Pero su cuerpo está horriblemente martirizado. Tardan en identificarlo: es Juan Antonio Morán, el anarquista.
Osvaldo Bayer

Durante el entierro de Morán los anarquistas organizaron una manifestación con oradores, que clamaba indignada una vindicación por el asesinato. Nunca se esclareció el homicidio, aunque se supone que fue ejecutado por parapoliciales a las órdenes del comisario Fernández Bazán.